# Capillipedium spicigerum
Capillipedium spicigerum är en gräsart som beskrevs av Stanley Thatcher Blake. Capillipedium spicigerum ingår i släktet Capillipedium och familjen gräs. Inga underarter finns listade i Catalogue of Life.